# Нижнее Синевидное

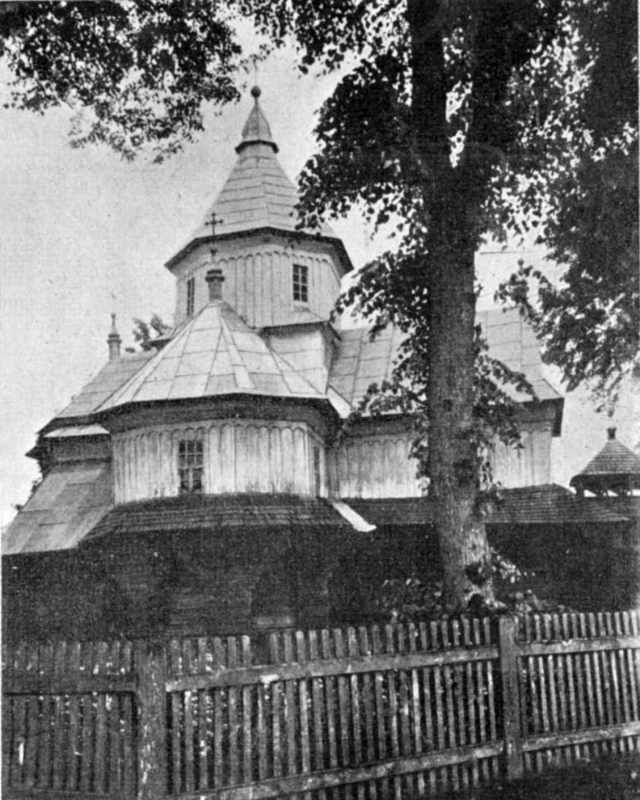
Церковь Успения в с. Нижнее Синевидное. 1937 г.

Нижнее Синевидное (укр. Нижнє Синьовидне; до 1946 г. — Синьовидсько Нижнє) — село в Сколевской городской общине Стрыйского района Львовской области Украины.

## География
Расположено в долине реки Стрый. Железнодорожная станция на линии Стрый — Мукачево. Сельской раде подчинен населённый пункт — Тишовница.

## История
Село известно с XIII века. Через него проходил старинный путь из Киевской Руси в Венгрию. В XVIII веке здесь у железоплавильной печи работало 40 крепостных. В северной части села сохранилась деревянная церковь Успения Пр. Богородицы 1903 г. — памятник архитектуры национального значения .
В 1939 году сельский председатель временного комитета Ю. М. Шкалубина был избран депутатом Народной Рады Западной Украины, где зачитал доклад «О конфискации помещичьих земель», который лёг в основу Декларации о конфискации помещичьих и монастырских земель на Западной Украине.
В 1946 году указом ПВС УССР село Синевидско-Нижнее переименовано в Нижнее Синевидное.